# チャカブコ公園
チャカブコ公園（スペイン語、Parque Chacabuco）は、アルゼンチン・ブエノスアイレスにある公園。

## 概要

チャカブコ公園のパノラマ写真

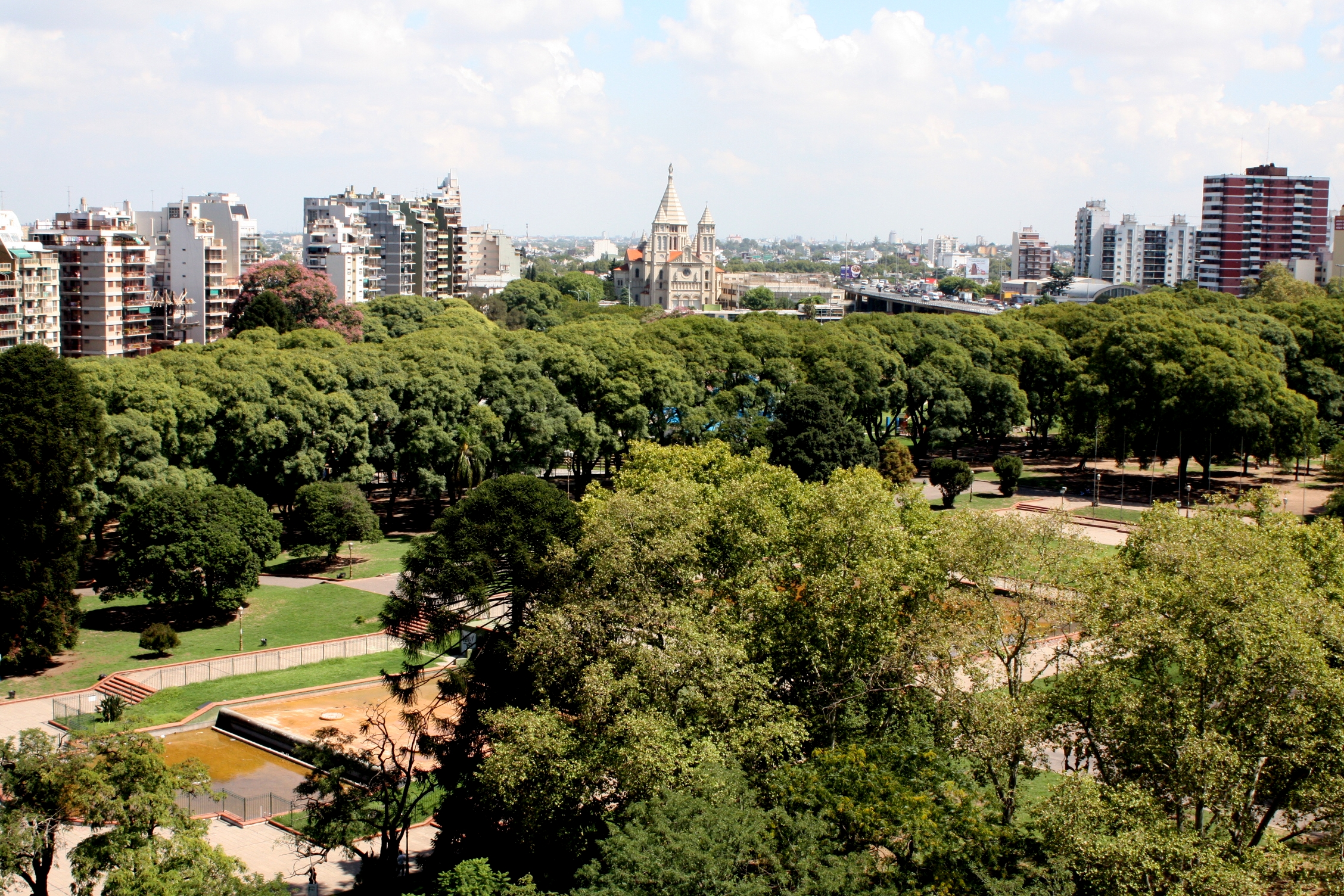
チャカブコ公園の様子。なお、写真奥に見える高架の道路は:es:Autopista 25 de Mayoの一部である。

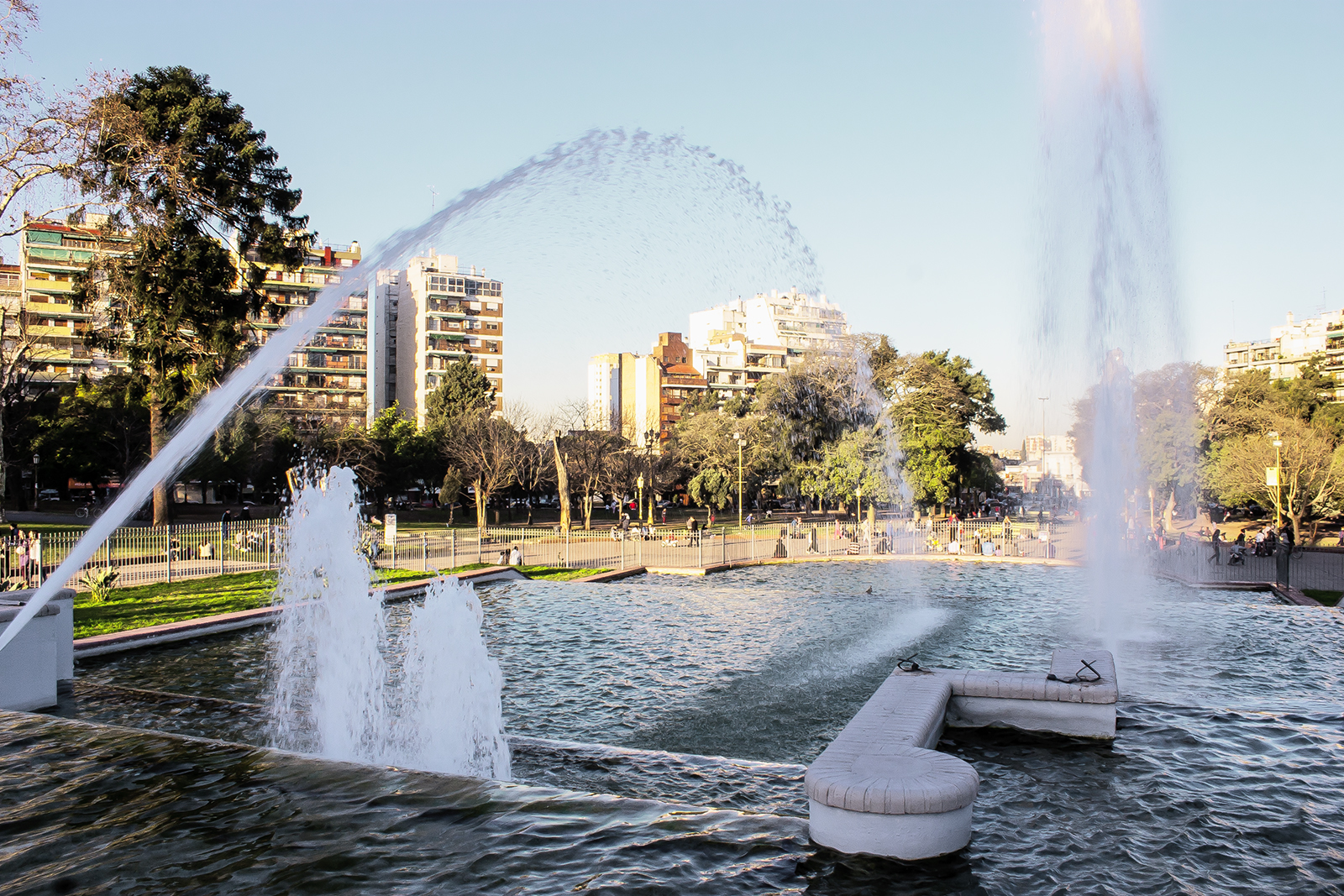
チャカブコ公園の噴水。南緯34度38分02.54秒、西経58度26分34.58秒より撮影。

チャカブコ公園は、南緯34度38分04秒、西経58度26分36秒に位置する。面積は約20ヘクタール。ただし土地の形状は整形ではなく、また高速道路のes:Autopista 25 de Mayoによって二分されている。公園内には木立が見られる他に、様々な施設が設置されている。特に、幾つもの像が設置されていることで知られている。

## 歴史
現在チャカブコ公園が立地している場所は、1781年から1898年に公共の土地として買い上げられるまでの間、火薬工場が操業していた
。
そして1903年5月15日に20haの土地を公園にすることが決定し、1909年に開園した。さらに1911年には、陸上競技用トラック、テニスコート、ボッチ（イタリア発祥の芝生の上で行うボウリングのような競技）のための場所、水泳用プールが作られた。また、1930年頃までにはバラ園が存在することや、様々な像が設置されていることで、チャカブコ公園はよく知られるようになった。その後、1978年に高速道路のes:Autopista 25 de Mayoが建設反対の声を押し切る形で建設されたことによって、この公園は分断された。